# 마크 웨인 클라크
마크 웨인 클라크(Mark Wayne Clark, 1896년 5월 1일 ~ 1984년 4월 17일)은 제2차 세계 대전과 한국 전쟁에 참전했던 미국 육군의 장군으로, 당시 최연소 중장에 임관한 이력을 가지고 있다. 2차 대전 동안 공을 세웠으며, 횃불 작전과 이탈리아 전역에 참가하였다.

## 생애

### 제1차 세계 대전
제1차 세계 대전 동안에는 중대장으로 활약하다가 유산탄에 심각한 부상을 입었다. 1차 대전이 끝나고, 클라크의 걸출한 능력은 조지 마셜 장군의 눈에 띄게 된다.

### 제2차 세계 대전
제2차 세계 대전 동안에는 이탈리아 주둔 미군 최고사령관으로 활동하였다. 이 당시 몬테 카시노의 대성당을 파괴하라는 명령을 내린 것으로 알려져 있으며, 1944년에 명령을 무시하고 로마에 입성하여 트라시메노 방어선에서 독일인들과 결합해 있던 독일 제10군의 퇴각을 방조하는 실책을 범하기도 하였다. 그럼에도 1945년에 클라크는 승진하여 미국 최연소 장군이 되었다.
윈스턴 처칠과 드와이트 아이젠하워 장군 모두 클라크를 영명한 장교로 생각했다. 클라크는 명예 훈장의 바로 아래 단계인 수훈 십자장을 포함해 다수 포상을 받았다.

### 한국 전쟁
한국전쟁 기간 동안, 매슈 리지웨이 장군의 뒤를 이어 1952년 5월 12일부터 UN군 사령관직을 수행했고, 1953년 북한, 중국, UN간 휴전협정에 UN군 대표로 참석하였다.

## 같이 보기
- 서해 북방한계선(NLL)